# 修宗迪
修宗迪（1939年8月21日—），中国北京人民艺术剧院资深演员，国家一级演员，话剧、电影表演艺术家。

## 生平
1958年进入北京人民艺术剧院。1999年退休后，仍然从事影视表演。

## 作品列表

### 话剧作品
- 《针锋相对》——黄国栋
- 《丹心谱》——庄济生
- 《王昭君》——王龙
- 《日出》——李石清
- 《吴王金戈越王剑》——范蠡
- 《太平湖》——舒乙
- 《天下第一楼》——唐茂昌

### 电影作品
- 《风雨下钟山》 饰演白崇禧
- 《末代皇帝》 饰演 康有为
- 《我的1919》 饰演陆征祥
- 《美丽的家》饰演 刘大爷（《贫嘴张大民的幸福生活》的续集）
- 《建国大业》 饰傅作义

### 电视剧作品
- 《琉球之风》（1993年NHK大河剧），饰夏子阳
- 《青楼鸳梦》（1994年），饰三船
- 《三国演义》（1994年），饰陈宫
- 《胡雪巖》（1996年），饰左宗棠
- 《东周列国春秋篇》（1996年），饰宋襄公、申包胥
- 《大汉天子》（2001年），饰厌次侯
- 《贫嘴张大民的幸福生活》（2000年），饰居委会主任刘大爷
- 《北条时宗》（2001年NHK大河剧），饰赵良弼
- 《牛郎织女》（2009年），饰月老
- 《摩西密码》（2012年）
- 《末代皇帝》（电视剧） 饰演 康有为